# Magdalena Neuner
Magdalena Neuner   (Garmisch-Partenkirchen, 9 de febrer de 1987) és una biatleta alemanya, ja retirada, que va destacar durant la dècada del 2000.

## Carrera esportiva
S'inicià en el biatló quan tenia nou anys, després d'haver participat en un curs de prova al seu club d'esquí local. Va guanyar 29 curses de la Copa Estudiantil de biatló de l'Associació Alemanya d'Esquí que li van permetre guanyar la general de la seva edat durant quatre temporades consecutives, entre el 1999 i el 2002. El desembre de 2003 va guanyar la Copa d'Alemanya sub-17, cosa que va dur a ser convocada per disputar la Copa d'Europa 2003-04 júnior. Durant la temporada 2005-06 va fer les seves primeres aparicions a la Copa del Món de Biatló, que guanyà per primera vegada el 2007-08, sent la guanyadora més jove d'aquesta competició des que es va crear el 1993.
El 2010 va prendre part en els Jocs Olímpics d'Hivern de Vancouver (Canadà), on aconseguí guanyar tres medalles olímpiques: la medalla d'or en les proves de 10 km. persecució i 12 km. amb sortida massiva i la medalla de plata en la prova de 7,5 km. esprint, a més de finalitzar desena en els 15 km. femenins.
Durant les seves set temporades a la Copa del Món va guanyar 34 curses i va aconseguir 63 podis. Com a part de l'equip alemany va guanyar deu curses de relleus i tres proves de relleus mixtes. En el Campionat del Món de biatló de 2007 disputat a Antholz (Itàlia) es convertí, als 20 anys, en la triple campiona més jove de la història en guanyar les proves d'esprint, persecució i relleus. Al llarg de la seva carrera ha guanyat 8 medalles en aquests campionats, set d'elles d'or.
Es retirà en acabar la temporada 2011-12.